# رقية زيدان
رقية زيدان (وُلدت في عام 1958 في قرية يمه في زيمر) هي شاعرة وكاتبة فلسطينية. كانت قد حصلت على الشهادة الثانوية من مدرسة يمة الثانويه الزراعية زيمر، تخرجت من معهد اعداد المعلمين وتخرجت سنة 1980 وعملت كمعلمة في اللغة العربية وآدابها في قريتها، وأكملت تعليمها وحصلت على اللقب الأول في معهد بيت بيرل.
واصلت مشوارها وتخرجت من الجامعة وحصلت على شهادة البكالوريس عام 1998، ونالت شهادة الماجستير في اللغة العربية وآدابها عام 2001 من جامعة النجاح في نابلس. قدمت أطروحة الدكتوراه في معهد بحوث والدراسات العربية التابع لجامعة الدول العربية في مصر.

## الجوائز
من جوائزها:
1. جائزة توفيق زياد عام 2002
2. جائزة وزارة العلوم والثقافة والرياضة عام 2005 – 2006

## المؤلفات
من إنجازتها:
1. عندما ترخي السدول - شعر
2. دخلت حدائق آمتي - شعر
3. قراءة في سفر العدالة - شعر
4. حفيف فوق الاديم - شعر
5. دعيني كعباد الشمس - شعر
6. تفاحة آدم واحدة - شعر